# Jiří Parma
Jiří Parma (* 9. ledna 1963 Frenštát pod Radhoštěm, Československo) je bývalý československý a později český reprezentant ve skoku na lyžích.
Čtyřikrát (z toho třikrát za Československo) reprezentoval na olympijských hrách, startoval na ZOH 1984, 1988, 1992 a 1994. Jeho největším úspěchem je bronzová medaile v závodě družstev, kterou vybojoval společně s Goderem, Ježem a Sakalou v Albertville 1992. V individuálních závodech se umístil nejlépe pátý na velkém můstku rovněž v Albertville. Ze světových šampionátů má čtyři medaile, z toho jednu zlatou z MS 1987 ze závodu na středním můstku.